# Mistrovství Evropy v zápasu ve volném stylu 1972
Mistrovství Evropy v zápasu ve volném stylu mužů proběhl v Katovicích (Polsko).   

## Muži
| Kategorie | Zlato               | Stříbro              | Bronz             |
| --------- | ------------------- | -------------------- | ----------------- |
| 48 kg     | Sefer Baygın        | Jürgen Möbius        | Ogňan Nikolov     |
| 52 kg     | Arsen Alachverdijev | Bayu Baev            | Emil Butu         |
| 57 kg     | Ivan Kuleshov       | Ivan Shavov          | Zbigniew Żedzicki |
| 62 kg     | Ruslan Pliyev       | Mehmet Sarı          | Petre Coman       |
| 68 kg     | Ismail Yuseinov     | Petre Poalelungi     | Šefer Saliovski   |
| 74 kg     | Adolf Seger         | Roman Marsaguishvili | Yancho Pavlov     |
| 82 kg     | Vasili Siulzhin     | Ivan Iliev           | Wolfgang Nitschke |
| 90 kg     | Guennadi Strajov    | Rusi Petrov          | Paweł Kurczewski  |
| 100 kg    | Ivan Jarygin        | Vasil Todorov        | Gerd Bachmann     |
| +100 kg   | Alexandr Medveď     | Osman Duraliev       | Ștefan Stîngu     |